# 中介層

集成电路芯片和球栅阵列之间带有中介层的BGA

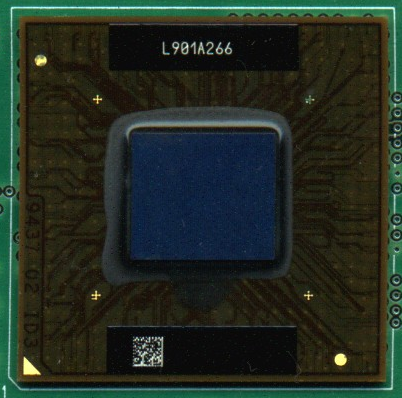
奔腾II：深黄色中介层的示例，集成电路芯片到球栅阵列芯片载体

中介层是一种基板、電源和堆疊的裸片間的電氣連接。中间件的作用是将连接扩展到更宽的间距，或将连接重新路由到不同的连接。Interposer源自拉丁语interpōnere，意为“放在中间”，常用于BGA封装、多芯片模组和高頻寬記憶體。
中介层的一个常见例子是集成电路裸晶到 BGA，如奔腾II中的芯片。这是通过刚性和柔性的不同基板实现的，最常见的是刚性基板FR-4和柔性基板聚酰亚胺。硅和玻璃也被视为一种集成方法。中介层也是一种被广泛接受的、具有成本效益的三维集成电路替代方法。目前市场上已经有多款采用中介层技术的产品，特别是AMD Fiji/Fury GPU和Xilinx Virtex-7 FPGA。2016 年，CEA Leti展示了他们的第二代 3D-NoC技术，该技术在65 nm的CMOS 中介层上结合了在FDSOI 28 nm 节点制造的芯粒。
中介层的另一个例子是用于将SATA硬盘插入带有冗余端口的SAS背板的适配器。SAS硬盘有两个端口，可用于连接冗余路径或存储控制器，而SATA硬盘只有一个端口。它们只能直接连接到单个控制器或路径。SATA硬盘无需适配器即可连接到几乎所有SAS背板，但使用带有端口切换逻辑的中介层可以提供路径冗余。

## 相关
- 裸晶制备
- 集成电路
- 半导体器件制造